# The Jazz Message of Hank Mobley №2
The Jazz Message of Hank Mobley №2 è un album di Hank Mobley, pubblicato dalla Savoy Records nel 1957. Il disco fu registrato negli studi di Rudy Van Gelder ad Hackensack, New Jersey (Stati Uniti) nelle date indicate nella lista tracce.

## Tracce
Lato A
1. Thad's Blues (Slipped Again) – 9:45 (Thad Jones) – Registrato il 7 novembre del 1956
2. Doug's Minor B'OK – 6:34 (Doug Watkins) – Registrato il 7 novembre del 1956

Lato B
1. B. for B.B. – 6:25 (Hank Mobley) – Registrato il 23 luglio del 1956
2. Blues Number Two – 4:53 (Hank Mobley) – Registrato il 23 luglio del 1956
3. Space Flight – 4:10 (Hank Mobley) – Registrato il 23 luglio del 1956

## Musicisti
Brani A1 e A2
- Hank Mobley - sassofono tenore
- Lee Morgan - tromba
- Hank Jones - pianoforte
- Doug Watkins - contrabbasso
- Art Taylor - batteria[1]

Brani B1, B2 e B3
- Hank Mobley - sassofono tenore
- Donald Byrd - tromba
- Barry Harris - pianoforte
- Doug Watkins - contrabbasso
- Kenny Clarke - batteria[2]